# Koatlikve

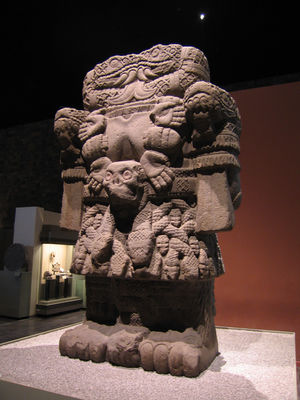
Coatlicue szobra Mexikóváros antropológiai és történelmi múzeumában

Koatlikve (elterjedt spanyol névírással Coatlicue) az azték mitológia kígyószoknyájú ősanyája, a föld istennője, a felhőkígyó Mixcoatl egyik felesége, a Hold és a csillagok szülőanyja.
Karja-lába karmos, melle ellapult, nyakában lánc felfűzött emberi szívekből. Egyszer egy, az égből leereszkedő tollas labdára lelt, amitől csodaszerűen megfogant, és ezzel felbőszítette addigi, több mint 400 utódját. Rátámadtak, ám ekkor hirtelen, teljesen fegyverzetben előtermett méhéből új fia, Vitzilopocstli, megvédte, és a harcban megölte a támadók jó részét (köztük testvérét, Kojolsaukit).